# Petr Jančík
Petr Jančík (* 27. června 1960 Ostrava) je český politik, vysokoškolský pedagog a výzkumný pracovník, v letech 2010 až 2014 zastupitel města Ostravy, od roku 2014 zastupitel městského obvodu Ostrava-Poruba, nestraník za hnutí Ostravak.

## Život
Vystudoval obor strojní zařízení dolů a hutí na Vysoké škole báňské v Ostravě (získal titul Ing.). Na téže vysoké škole později absolvoval doktorské studium v oboru ochrana životního prostředí v průmyslu (získal titul Ph.D.) a také docenturu v oboru řízení strojů a procesů (získal titul doc.). Od roku 1990 na VŠ báňské v Ostravě vyučuje a od roku 2004 vede Katedru ochrany životního prostředí v průmyslu a věnuje se také výzkumné činnosti. Od roku 2002 rovněž soukromě podniká.
Petr Jančík je ženatý a má čtyři dcery. Žije v Ostravě, konkrétně v městském obvodu Poruba.

## Politické působení
Do komunální politiky vstoupil ve volbách v roce 2010, když byl jako nestraník za hnutí Ostravak zvolen zastupitelem města Ostravy. O čtyři roky později funkci neobhájil. Ve volbách v roce 2014 byl však zvolen jako nestraník za hnutí Ostravak zastupitelem městského obvodu Ostrava-Poruba. V Porubě působí jako člen Komise pro životní prostředí a člen Kontrolního výboru.
V krajských volbách v roce 2016 byl z pozice nestraníka za hnutí Ostravak lídrem společné kandidátky STAN a hnutí Ostravak v Moravskoslezském kraji, ale neuspěl a do zastupitelstva se nedostal.